# Catalinia minima
Espèce
Synonymes
- Vaejovis minimus Kraepelin, 1911
- Pseudouroctonus minimus (Kraepelin, 1911)

Catalinia minima est une espèce de scorpions de la famille des Vaejovidae.

## Distribution
Cette espèce est endémique de Californie aux États-Unis. Elle se rencontre dans le comté de Los Angeles à San Pedro et dans les Channel Islands de Californie sur San Clemente et Santa Catalina.

## Description
Le mâle décrit par Gertsch et Soleglad en 1972 mesure 18,5 mm et les femelles de 19,6 à 21,6 mm.

## Systématique et taxinomie
Cette espèce a été décrite sous le protonyme Vaejovis minimus par Kraepelin en 1911. Elle est placée  dans le genre Pseudouroctonus par Stockwell en 1992 puis dans le genre Catalinia par Soleglad, Ayrey, Graham et Fet en 2017.

## Publication originale
- Kraepelin, 1911 : « Neue Beitrage zur Systematik der Gliederspinnen. » Mitteilungen aus dem Naturhistorischen Museum in Hamburg, vol. 28, p. 57-107 (texte intégral).